# Aspiditídeos
Os aspiditídeos (Aspidytidae) são uma família de besouros aquáticos da subordem Adephaga, descrita em 2002 a partir de espécimes na África do Sul e na China . Existem apenas duas espécies conhecidas na família e estas foram originalmente descritas no gênero Aspidytes , mas mais tarde o novo gênero Sinaspidytes foi erguido para as espécies encontradas na China . A família também pode ser referida por seu nome trivial de besouros de água do penhasco.

## Descrição
Os besouros de água do penhasco têm um corpo aerodinâmico que é convexo dorsalmente . Seu tamanho varia de 4,8 a 7,0 mm de comprimento. A face dorsal é predominantemente preta e a cutícula é brilhante. A cabeça é lateralmente arredondada e encurtada com os olhos compostos integrados no contorno. As pernas não têm pelos que nadam.

### Espécies conhecidas de Aspidytidae
Aspidytes niobe - conhecido da África do Sul . Comprimento do corpo 6,5 - 7,2 mm
Sinaspidytes wrasei - só foi encontrado em um local na província de Shaanxi, na China . Comprimento do corpo 4,8 – 5,2 mm.

## Biologia e ecologia
Larvas e adultos de A. niobe e S. wrasei são encontrados em ou nas proximidades de habitats higropétricos - o que significa que eles requerem uma superfície rochosa coberta por uma fina camada de água. Tanto os adultos quanto as larvas são provavelmente predadores. Ovos e pupas ainda são desconhecidos.

## Filogenia e evolução
A colocação filogenética de Aspidytidae dentro da superfamília Dytiscoideais ainda está em debate, e mesmo se a família é monofilética ou parafilética em relação a Amphizoidae.
Inicialmente ambas as espécies foram categorizadas no mesmo gênero – Aspidytes. Mais tarde Sinaspidytes foi erguido para S. wrasei seguindo uma análise filogenética usando 11 genes que recuperaram Aspidytidae como prafilético.
Estudos posteriores usando dados genômicos foram inconclusivos. Um estudo utilizando elementos ultraconservados (UCE) ainda recuperou Aspidytidae como parafilético, mas com um arranjo diferente entre as duas espécies e Amphizoidae.

|  | Aspidytes niobe |
|  |                 |

|  | Sinaspidytes wrasei |
|  |                     |

|  | Amphizoa insolens |
|  |                   |

|  | \| \| Amphizoa lecontei \| \| \| \| |
|  |                                     |
|  | Amphizoa lecontei                   |
|  |                                     |

|  | Amphizoa lecontei |
|  |                   |

|  | Amphizoa insolens |
|  |                   |

|  | \| \| Amphizoa lecontei \| \| \| \| |
|  |                                     |
|  | Amphizoa lecontei                   |
|  |                                     |

|  | Amphizoa lecontei |
|  |                   |

|  | Sinaspidytes wrasei |
|  |                     |

|  | Amphizoa insolens |
|  |                   |

|  | \| \| Amphizoa lecontei \| \| \| \| |
|  |                                     |
|  | Amphizoa lecontei                   |
|  |                                     |

|  | Amphizoa lecontei |
|  |                   |

|  | Amphizoa insolens |
|  |                   |

|  | \| \| Amphizoa lecontei \| \| \| \| |
|  |                                     |
|  | Amphizoa lecontei                   |
|  |                                     |

|  | Amphizoa lecontei |
|  |                   |

|  | Aspidytes niobe |
|  |                 |

|  | Sinaspidytes wrasei |
|  |                     |

|  | Amphizoa insolens |
|  |                   |

|  | \| \| Amphizoa lecontei \| \| \| \| |
|  |                                     |
|  | Amphizoa lecontei                   |
|  |                                     |

|  | Amphizoa lecontei |
|  |                   |

|  | Amphizoa insolens |
|  |                   |

|  | \| \| Amphizoa lecontei \| \| \| \| |
|  |                                     |
|  | Amphizoa lecontei                   |
|  |                                     |

|  | Amphizoa lecontei |
|  |                   |

|  | Sinaspidytes wrasei |
|  |                     |

|  | Amphizoa insolens |
|  |                   |

|  | \| \| Amphizoa lecontei \| \| \| \| |
|  |                                     |
|  | Amphizoa lecontei                   |
|  |                                     |

|  | Amphizoa lecontei |
|  |                   |

|  | Amphizoa insolens |
|  |                   |

|  | \| \| Amphizoa lecontei \| \| \| \| |
|  |                                     |
|  | Amphizoa lecontei                   |
|  |                                     |

|  | Amphizoa lecontei |
|  |                   |

No entanto, dois dos últimos estudos usando dados genômicos recuperam um Aspidytidae monofilético.

|  | Aspidytes niobe     |
|  |                     |
|  | Sinaspidytes wrasei |
|  |                     |

|  | Amphizoa insolens |
|  |                   |
|  | Amphizoa lecontei |
|  |                   |

|  | Aspidytes niobe     |
|  |                     |
|  | Sinaspidytes wrasei |
|  |                     |

|  | Amphizoa insolens |
|  |                   |
|  | Amphizoa lecontei |
|  |                   |